# Luke Graham
Grady Johnson (* 5. Februar 1940; † 23. Juni 2006 in Minneapolis, Minnesota, USA), besser bekannt unter seinem Ringnamen „Crazy“ Luke Graham war ein US-amerikanischer Wrestler. Johnson war Mitglied der großen Storyline-Familie „Graham“, zu der auch Jerry Graham, Eddie Graham und Billy Graham zählten.

## Karriere
Anfänge
Seine Anfänge machte Johnson in Kanada bei Stampede Wrestling. Johnson bildete mit „Dr. Jerry Graham“, seinem Gimmick (Wrestling)-Sohn, ein Tag Team.
World Wide Wrestling Federation/Independent
Im Jahr 1964 debütierte Johnson bei der World Wide Wrestling Federation. Bei der WWWF gewann Johnson mit seinem Tag-Team-Partner Jerry Graham die WWWF United States Tag Team Championship. In der WWWF wurde er als „Crazy“ Luke Graham bekannt.
Seit dem November 1972 trat Johnson bei Independentligen auf.
Ab 1973 trat Johnson wieder bei der WWWF auf. Ab 1979 trat er wieder bei Independentligen auf, ehe er 1984 seine Karriere beendete.

## Tod
Johnson starb am 23. Juni 2006 im Alter von 66 Jahren an einer kongestiver Herzinsuffizienz.

## Erfolge

### Titel
- World Wide Wrestling Federation

- 1× WWWF United States Tag Team Champion Mit „Dr.“ Jerry Graham.
- 1× WWWF Tag Team Champion Mit Tarzan Tyler.
- 1× WWWF International Tag Team Champion Mit Tarzan Tyler.

- National Wrestling Alliance

- 1× NWA Georgia Southeastern Tag Team Champion Mit Al Galanto.
- 1× NWA Georgia Southeastern Heavyweight Champion
- 1× NWA Hawaii Heavyweight Champion
- 1× NWA Georgia Heavyweight Champion
- 1× NWA Tennessee Tag Team Champion Mit Ripper Collins.
- 1× NWA Central States Heavyweight Champion

- NWA Hollywood

- 1× WWA World Heavyweight Champion
- 1× WWA Los Angeles World Tag Team Champion Mit Gorilla Monsoon.

- World Wrestling Council

- 1× WWC Caribbean Heavyweight Champion

| Personendaten    | Personendaten                                                   |
| ---------------- | --------------------------------------------------------------- |
| NAME             | Graham, Luke                                                    |
| ALTERNATIVNAMEN  | Graham, Crazy Luke (Spitzname); Graham, Grady (wirklicher Name) |
| KURZBESCHREIBUNG | US-amerikanischer Wrestler                                      |
| GEBURTSDATUM     | 5. Februar 1940                                                 |
| STERBEDATUM      | 23. Juni 2006                                                   |
| STERBEORT        | Minneapolis, Minnesota, USA                                     |